# Накагусуку (залив)
Накагусуку (яп. 中城湾 накагусуку-ван) — закрытый залив Тихого океана, вдающийся в южное побережье острова Окинава (префектура Окинава), Япония. Площадь залива составляет 220 км², глубина составляет 10-15 м. Залив ограничен мысом Тинен-мисаки (яп. 知念岬, также Тинен-саки) на юге и полуостровом Кацурен на севере.

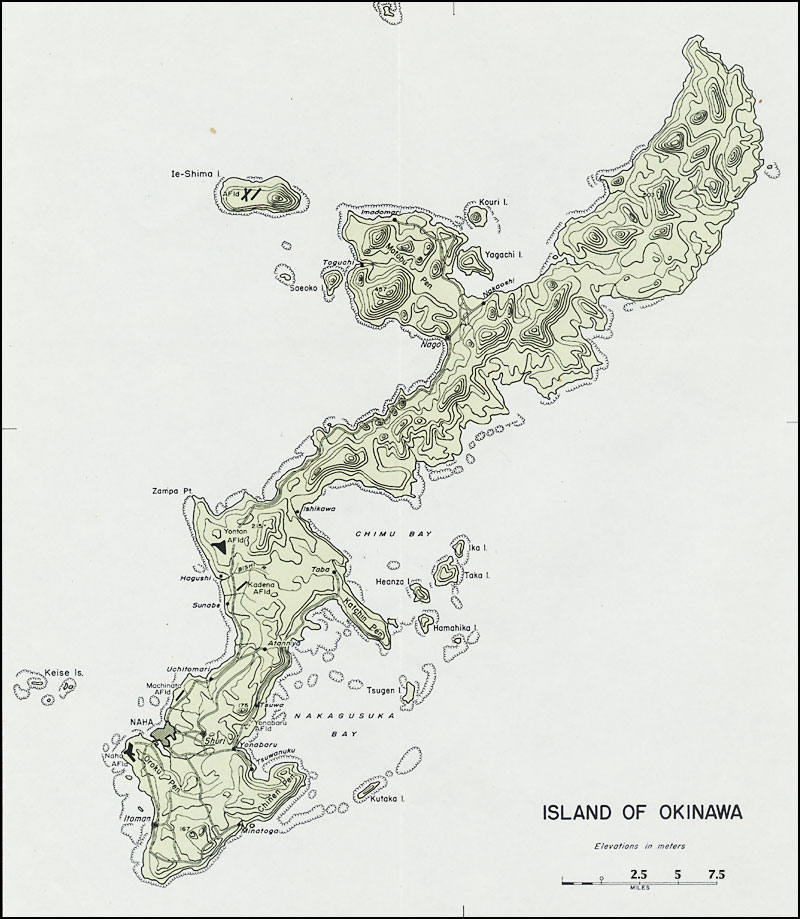
Карта острова Окинава, залив Накагусуку расположен на юго-востоке острова

Устье залива закрывают острова Кудака-дзима (яп. 久高島) и Цукен (яп. 津堅島), между которыми лежит проход Тацукути. Кроме того, на юге, между островами Кудака-дзима и Комака-сима, имеется проход Кудака, а на севере, между островами Цукен и Укибару,— проход Цукен. В юго-западной части залива в побережье вдаётся бухта Йонабару, в северной — бухта Кацурен.
Побережье залива входит в экологически или биологически значимую морскую зону (яп. 生物多様性の観点から重要度の高い海域) площадью 514 км², протянувшуюся вдоль восточного берега острова. Под охраной находится несколько видов рыб, в основном бычковые.
В июне 1945 года американские войска захватили Окинаву, после чего залив Накагусуку стал важной якорной стоянкой США. Войска армии США назвали залив «Бакнер-Бей» (англ. Buckner Bay) в память о командующем сухопутными войсками США в кампании, генерал-лейтенанте Саймоне Бакнере, который погиб 18 июня.
Силами 4-го строительного батальона ВМФ США на берегу залива (полуостров Кацурен) была возведена Военно-морская база Бакнер-Бей (англ. Naval Base Buckner Bay). На якорной стоянке располагались ремонтные суда и плавучие базы, а на берегу — вспомогательные сооружения для поддержки американского флота, действовавшего у берегов Японии. Она также служила для снабжения войск на Окинаве. В последние недели войны база неоднократно подвергалась атакам. 12 августа линкор USS Pennsylvania был торпедирован японским самолётом, прорвавшимся через американскую ПВО. База продолжала работать и в послевоенный период.
В октябре 1945 года на залив обрушился тайфун «Луиза», причинивший серьезный ущерб. 12 судов затонуло, пятнадцать торговых судов были выброшены на берег, некоторые повреждены безвозвратно. Также потерпели крушение три американских эсминца. Более 200 других военных кораблей США сели на мель, были серьезно повреждены или полностью разрушены. Восемьдесят процентов зданий в бухте были полностью разрушены, а более 60 самолетов на взлетно-посадочных полосах были повреждены.

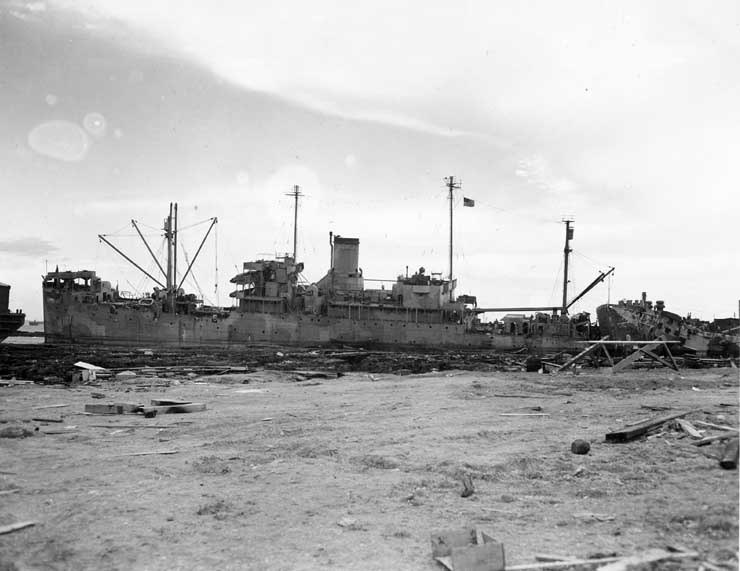
USS Ocelot на мели в заливе Накагусуку, ноябрь 1945 г. Корабль лишился кормы после того, как USS Nestor (справа) врезался в него во время шторма

В заливе располагалась база атомных подводных лодок ВМФ США.
На берегу действуют бетонный и сталеплавильный заводы